# Pitcairnia caulescens
Pitcairnia caulescens là một loài thực vật có hoa trong họ Bromeliaceae. Loài này được (K.Koch ex Mez) Mez miêu tả khoa học đầu tiên năm 1935.